# HP Deskjet

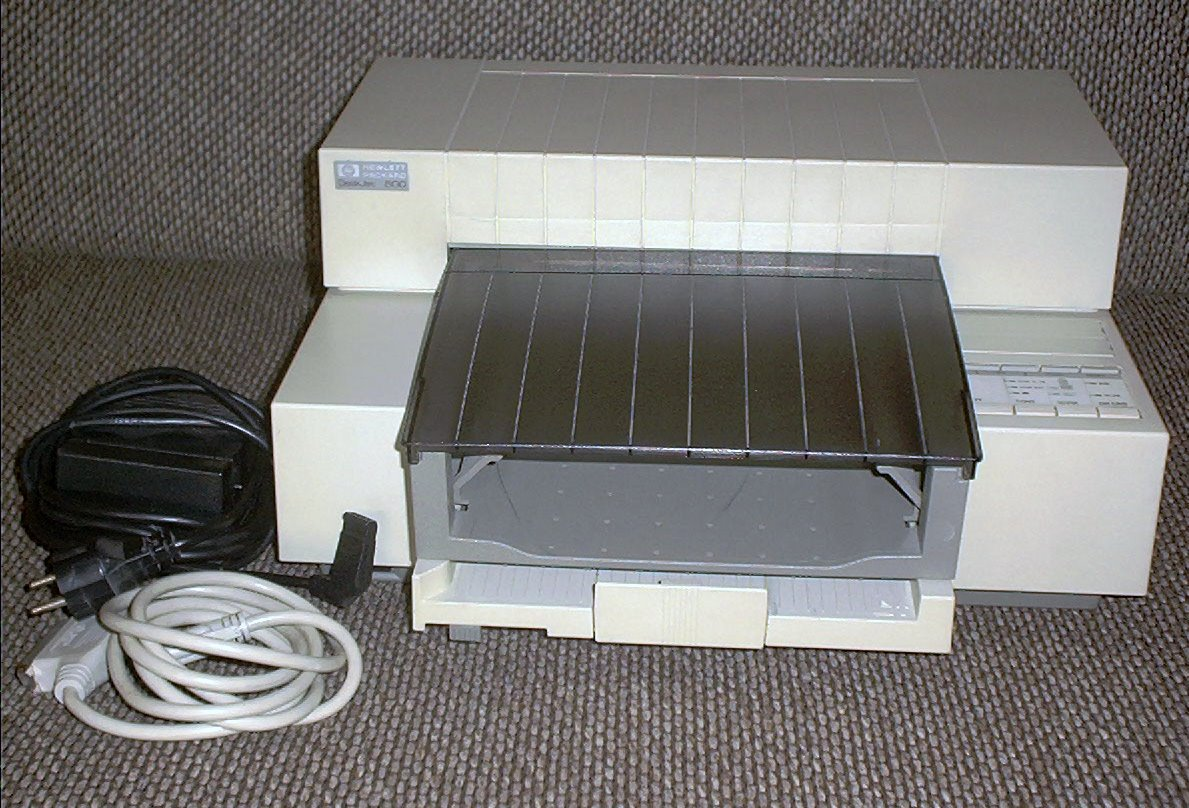
DeskJet 500

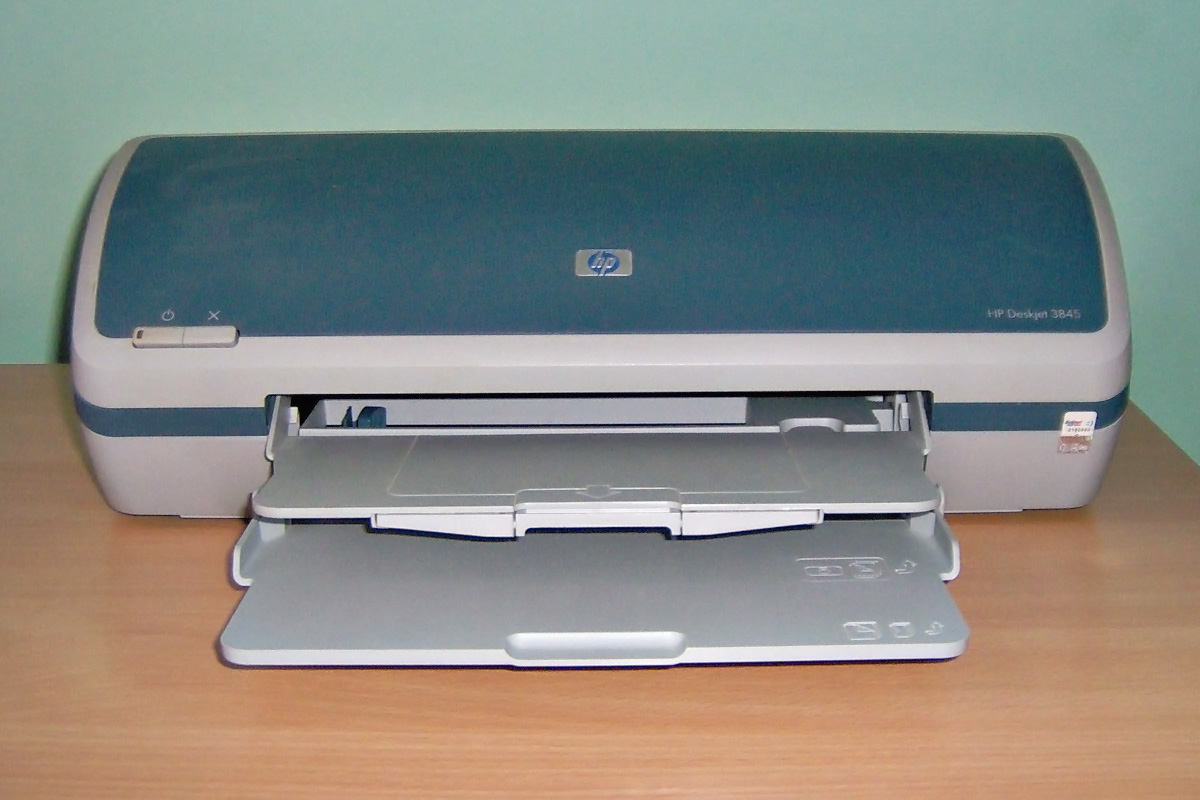
Deskjet 3845

A Deskjet egy brand név a Hewlett-Packard által gyártott inkjet nyomtatókhoz.
Ezek a nyomtatók egy tartományba tartoznak, melyek a kis házi nyomtatóktól egészen a nagy ipari nyomtató modellekig tart, habár a legnagyobb modellek ebben a tartományban általában DesignJet néven futnak. A Macintosh kompatibilis ekvivalense Deskwriter brand néven futott, amely az Apple StyleWriter-ével vetélkedett.

## Külső hivatkozás
- HP Deskjet - az elmúlt 20 évben a világ legjobban eladott nyomtatója

## Fordítás
Ez a szócikk részben vagy egészben  a   HP Deskjet című angol Wikipédia-szócikk ezen változatának fordításán alapul.  Az eredeti cikk szerkesztőit annak laptörténete sorolja fel. Ez a jelzés csupán a megfogalmazás eredetét és a szerzői jogokat jelzi, nem szolgál a cikkben szereplő információk forrásmegjelöléseként.